# Потапов Сергій Вікторович
Сергій Вікторович Потапов (нар. 9 січня 1977, Жданов, УРСР — пом. 30 січня 2013, Маріуполь, Україна) — український футболіст, півзахисник.

## Кар'єра гравця
Футболом розпочав займатися в маріупольській ДЮСШ № 3. Перший тренер - Валерій Сидоров. Потім продовжив навчання в Донецькому вищому училищі олімпійського резерву.
У дорослому футболі дебютував у 15 років у складі донецького «Шахтаря-2». Далі виступав у «Медіті» (Шахтарськ), «Металурзі» (Донецьк) та «Шахтарі» (Макіївка). У 1998 році перейшов до олександрійської «Поліграфтехніки». У складі олександрійського клубу дебютував 31 липня 1998 року в нічийному (1:1) виїзному поєдинку 1-го туру першої ліги чемпіонату України проти алчевської «Сталі». Сергій вийшов на поле в стартовому складі та відіграв увесь матч. Дебютним голом у футболці «поліграфів» відзначився 21 серпня 1998 року на 38-ій хвилині програного (2:7) виїзного поєдинку 6-го туру першої ліги чемпіонату України проти донецького «Шахтаря-2». Потапов вийшов на поле в стартовому складі, а на 60-ій хвилині його замінив Самір Гасанов. Протягом свого перебування в Олександрії в чемпіонатах України відіграв за місцеву команду 70 матчів та відзначився 5-ма голами, ще 1 поєдинок провів у кубку України. Після цього захищав кольори «Поділля», «Нива» (Вінниця), ФК «Черкаси», МФК «Миколаїв» та литовської «Судуви».
У вищій лізі чемпіонату України провів два матчі в складі донецького «Металурга» (1998 рік). У складі МФК «Миколаїв» ставав найкращим бомбардиром команди. Визнаний найкращим футболістом Миколаївській області у 2006 році. У складі «Судуви» провів 4 матчі кваліфікаційного етапу Кубка УЄФА сезону 2007/08 років.

## Кар'єра тренера
Завершивши ігрову кар'єру, працював тренером у ДЮСШ ФК «Іллічівець». Останні півроку був старшим тренером команди «Іллічівець U-14», що виступала в чемпіонаті ДЮФЛ.